# Araucaria bernieri
Araucaria bernieri es una especie de conífera perteneciente a la familia Araucariaceae. En endémica de Nueva Caledonia. Está considerada en peligro de extinción por la pérdida de hábitat. 

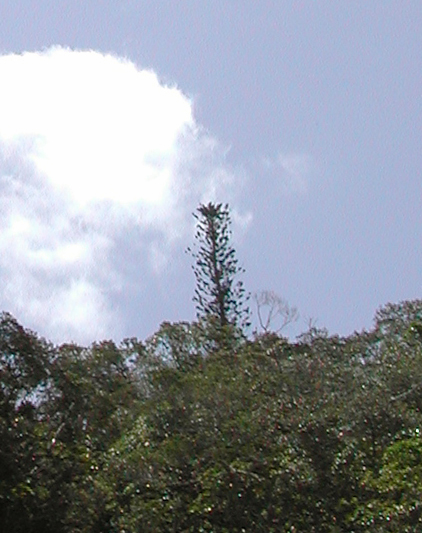
Vista de la planta en su hábitat

## Descripción
Es un árbol columnar estrecho, con la corteza de color gris exfoliante en tiras finas. Las ramas en un plano, formando un patrón amplio como una U de 4-6 mm de diámetro. Las hojas juveniles triangulares, como agujas, el ápice fuertemente agudo, a 7 mm de largo , relativamente gruesa. Hojas adultas a escala similar, imbricadas, triangular, quilla, de 2-3.5 mm de largo por 1.5 a 2.5 mm de ancho, ápice curvado. El cono masculino de color blanco azulado, cilíndrico, de 40-90 mm de largo por 8 a 16 mm de ancho, escamas lanceoladas. El cono femenino prominente glauco, de 10 cm de largo por 7,5-8 cm de ancho. Las semillas de 3 cm de largo, ovadas las nueces, con alas ampliamente redondeada. Germinación epigea.

## Taxonomía
Araucaria bernieri fue descrita por John Theodore Buchholz y publicado en Bulletin du Muséum d'Histoire Naturelle 21: 280, en el año 1949.
Etimología
Araucaria: nombre genérico geográfico que alude a su localización en Arauco.
bernieri: epíteto
Variedad
A. bernieri var. pumilio Silba fue descrita en el año 2000, basado en muestras obtenidas del macizo Tiebaghi en la parte norte de Nueva Caledonia. Estas muestras han sido redeterminadas como Araucaria scopulorum. Otros ejemplares de Poum y Tiebaghi que se citan en el Flore de la Nouvelle-Calédonie dépendances et (Laubenfels de 1972) también han sido re-identificadas como Araucaria scopulorum.
Sinonimia
- Araucaria bernieri subsp. buchholzii Silba
- Araucaria bernieri var. pumilio Silba[4]